# Pheidole vafella
Pheidole vafella är en myrart som beskrevs av Wheeler 1925. Pheidole vafella ingår i släktet Pheidole och familjen myror. Inga underarter finns listade i Catalogue of Life.